# М'ялик Віктор Ничипорович
Віктор Ничипорович М'ялик (нар. 10 травня 1979, с. Воронки, Володимирецький район, Рівненська область) — український підприємець, політик. Народний депутат України 9-го скликання. Відомий своїм шляхом «знизу догори»: від маляра-штукатура та електрозварника до власника будівельної компанії та парламентаря.
Член депутатської групи «За майбутнє». Член Комітету ВРУ з організації державної влади, місцевого самоврядування, регіонального розвитку та містобудування.

## Життєпис

### Дитинство та освіта
Віктор Мялик народився 10 травня 1979 року у селі Воронки Володимирецького району Рівненської області. Сім’я була звичайною сільською, тож з ранніх років він привчений до важкої фізичної праці. Середню освіту здобув у місцевій школі. Після її закінчення почав працювати, паралельно здобуваючи професійні навички у сфері будівництва. Освіта вища. 1985—1997 — навчання у Воронківській неповній середній школі Володимирецького району Рівненської області. 1997—2000 — навчання у Володимирецькому професійно-технічному училищі № 29 (спеціальність «Столяр будівельний, тесляр»). 2015—2019 — навчання в Міжнародному науково-технічному університеті ім. Бугая (правознавство).

### Трудова діяльність
1996–2004 — працював різноробочим у колгоспі, згодом — маляром-штукатуром, а потім — електрозварником.
2011–2014 — майстер столярної бригади.
2014–2017 — фінансовий директор будівельної компанії ТОВ «МДС-Буд».
2017 — заснував власну фірму ТОВ «МД Плюс», яка займалася будівництвом і ремонтом об’єктів різної складності.
Завдяки підприємницькій діяльності Віктор Мялик заробив значний капітал, зокрема в сфері нерухомості. Йому належало понад 150 квартир у Київській області, торгові приміщення та інше майно..
М'ялик є замовником будівництва ЖК «Львівський маєток».

## Політика
Політична кар’єра Мялика почалася у 2019 році, коли він балотувався до Верховної Ради України як самовисуванець у 155-му виборчому окрузі (Рівненщина)  у народні депутати на парламентських виборах 2019 року (виборчий округ № 155, м. Вараш, Володимирецький, Дубровицький, Зарічненський, Рокитнівський райони). Самовисуванець. На час виборів: фінансовий директор ТОВ «МДС-Буд», безпартійний. Проживає в с. Мотовилівка Фастівського району Київської області. Переміг із результатом понад 28% голосів У парламенті увійшов до депутатської групи «За майбутнє» та працює в Комітеті з питань організації державної влади, місцевого самоврядування, регіонального розвитку та містобудування.

## Статки
- За офіційними деклараціями, Мялик є одним із найбагатших народних депутатів. У 2023 році він задекларував податкові виплати у розмірі понад 201,5 млн грн від продажу нерухомості — один із найбільших показників у парламенті.[8][9]

## Розслідування
У 2021 році Генеральна прокуратура вручила Віктору Мялику підозру в ухиленні від сплати податків на суму близько 97 млн грн. Йшлося про продаж великої кількості квартир та комерційної нерухомості без реєстрації як підприємця, що дозволяло сплачувати лише 5% податку замість 18%.
У грудні 2023 року Печерський суд міста Києва виправдав Мялика через відсутність складу злочину.
Виправдано за відсутності складу злочину

## Особисте життя
Відомо, що Віктор Мялик одружений, виховує дітей, цінує сімейні традиції та підтримує тісний зв’язок із рідним селом.

## Цікаві факти
Починав свій трудовий шлях із найпростіших робіт, що сформувало в ньому працелюбність і витривалість.
У політику прийшов не через партійні структури, а як незалежний кандидат, опираючись на власний авторитет і зв’язки з громадою.
Є власником значного портфеля нерухомості та інвестує кошти у будівельну галузь.

## Підсумок
Отже Віктор Мялик — приклад людини, яка самостійно зробила кар’єру, пройшовши шлях від робітника до бізнесмена й депутата. Попри суперечливі моменти в біографії, він зберігає вплив у своєму регіоні та активно займається благодійністю.